# Transport Tycoon
Transport Tycoon (TT) (1994) och Transport Tycoon Deluxe (TTD) (1995) är datorspel skapade av Chris Sawyer och utgivna av Microprose. I spelen har spelaren kontroll över ett transportföretag. Spelaren måste konkurrera med andra företag och skaffa en så hög inkomst som möjligt, detta genom att transportera passagerare eller varor av olika typer med hjälp av lastbilar, tåg, båtar eller flygplan. Transport Tycoon Deluxe är en något utökad version av originalet Transport Tycoon.
Många av felen i spelet fixades med TTDPatch, skapad 1999 av Josef Drexler.
I slutet av 1990-talet ryktades att Transport Tycoon 2 snart skulle komma. Emellertid började Sawyer i stället att intressera sig för berg- och dalbanor och TT2:s spelmotor användes i stället till Rollercoaster Tycoon. I september 2004 släpptes dock en uppföljare till Transport Tycoon, Chris Sawyer's Locomotion.
I Transport Tycoon så finns det fyra typer av världar (Tropisk, Öken, Bergsvärld och Godis/leksaksvärlden). I alla olika världar finns det olika fordon att använda sig av, och olika godstyper att transportera. Några godstyper är blandade och finns i fler än en värld (såsom kol, stål och olja).
Musiken i spelen är skapad av John Broomhall och består bl.a. av tolkningar av klassiska jazzlåtar, som till exempel "Blue Train" av John Coltrane och "Moanin'" av Art Blakey, i MIDI-format.